# 半日花科
半日花科（学名：Cistaceae）属真双子叶植物锦葵目，共包括8属约170-200余种。

## 分布
本科主要分布在北温带气候干旱、阳光比较强烈的地区，如地中海沿岸、北美，也有少数种分布在南美。中国只有一属一种—半日花（Helianthemum polifolium DC.），主要分布在新疆、内蒙一带。

## 特征
本科大部分为灌木或亚灌木，也有部分种为草本或大喬木，被有星状毛；单叶对生或有时互生；花两性，辐射对称，花瓣5，偶有3，花开放的时间很短就凋谢，因此得名；果实为蒴果。
本科植物由于对土壤要求不高，被广泛种植在园林中。其根常有块菌共生，因也常被欧洲人用来培植块菰。有的品种也可以提炼香精。

## 分类
1981年的克朗奎斯特分类法将半日花科分到堇菜目中，1998年根据基因亲缘关系分类的APG 分类法将其列入锦葵目。

## 化石紀錄
†Cistinocarpum roemeri是來自漸新世中期發現於德國的宏觀化石，被描述為現存半日花科的祖先。Tuberaria屬的化石被發現於上新世的德國。